# Stanița

Entitățile Rusiei în care există stanițe

Stanița (în rusă: станица, în ucraineană: станиця) este denumirea unui sat din cadrul regiunii militare căzăcești (казачье войско). Stanițele erau unitățile de bază a regiunii militare căzăcești.
Stanița a fost o unitate de organizare istorică și politică a cazacilor, in primul rând în regiunile din sudul Imperiului Rus. Cea mai mare parte a terenului agricol era deținut în comun de locuitorii staniței. Loturile agricole erau alocate anual familiilor căzăcești de către ataman, care era liderul ales al comunității. Acesta era un proces autocratic, uneori lezat de nepotism și diferite forme de corupție. Era totuși nevoie totuși de un anumit grad de consens în cadrul societății căzăcești puternic militarizate, care limita cele mai mari abuzuri. Stanițele erau organizate ierarhic, analog cu structurile militare, fiind bazate pe tradiții puternice, conservatoare. Spre deosebire de cazaci, celelalte familii țărănești lucrau aceleași loturi de pământ pentru perioade lungi de timp și erau responsabili de productivitate și recoltă. Deși cuvântul „staniță” este folosit încă în limba rusă modernă, sistemul istoric al stanițelor a fost distrus după victoria revoluției bolșevice, când războiul civil și mai apoi colectivizarea stalinistă a agriculturii au distrus toate tradițiile economice și politice căzăcești.
În Rusia zilelor noastre, stanițele sunt clasificate în rândul așezărilor sătești, fiind întâlnite în regiunile sudice din regiunile Rostov, Krasnodar și Stavropol ca și în aproape toate republicile din Caucazul de Nord.
Numărul populației stanițelor deseori îl depășește pe cel al unor orașe mici. De exemplu, stanița Ordjonikizevskaia (Ingușetia) are 63 151 de locuitori (2013), stanița Kanevskaia (ținutul Krasnodar) — 44 386 (2010), stanița Leningradskaia (ținutul Krasnodar) — 36 940 (2010). Acestea sunt și cele mai mari așezări rurale din Rusia.
Subiectele Rusiei în care există stanițe:
- Adîgheia
- Cecenia
- Daghestan
- Ingușetia
- Kabardino-Balkaria
- Karaciai-Cerchezia
- Osetia de Nord
- Regiunea Omsk
- Regiunea Rostov
- Regiunea Sverdlovsk
- Regiunea Volgograd
- Ținutul Krasnodar
- Ținutul Stavropol